# Kościół św. Marcina i Wincentego w Skórzewie
Kościół św. Marcina i Wincentego w Skórzewie – rzymskokatolicki kościół parafialny, zlokalizowany w centrum Skórzewa. Został wpisany do rejestru zabytków pod numerem 130/Wlkp/A w dniu 15 maja 2003.

## Historia i architektura
W XV wieku powstał kościół ceglany (wtedy też dodano drugiego patrona – św. Wincentego), w XVII wieku zastąpiony nowym – późnogotyckim, z fundacji rodziny Grotów, z czasem (w XIX wieku) popadłym w stan ruiny.

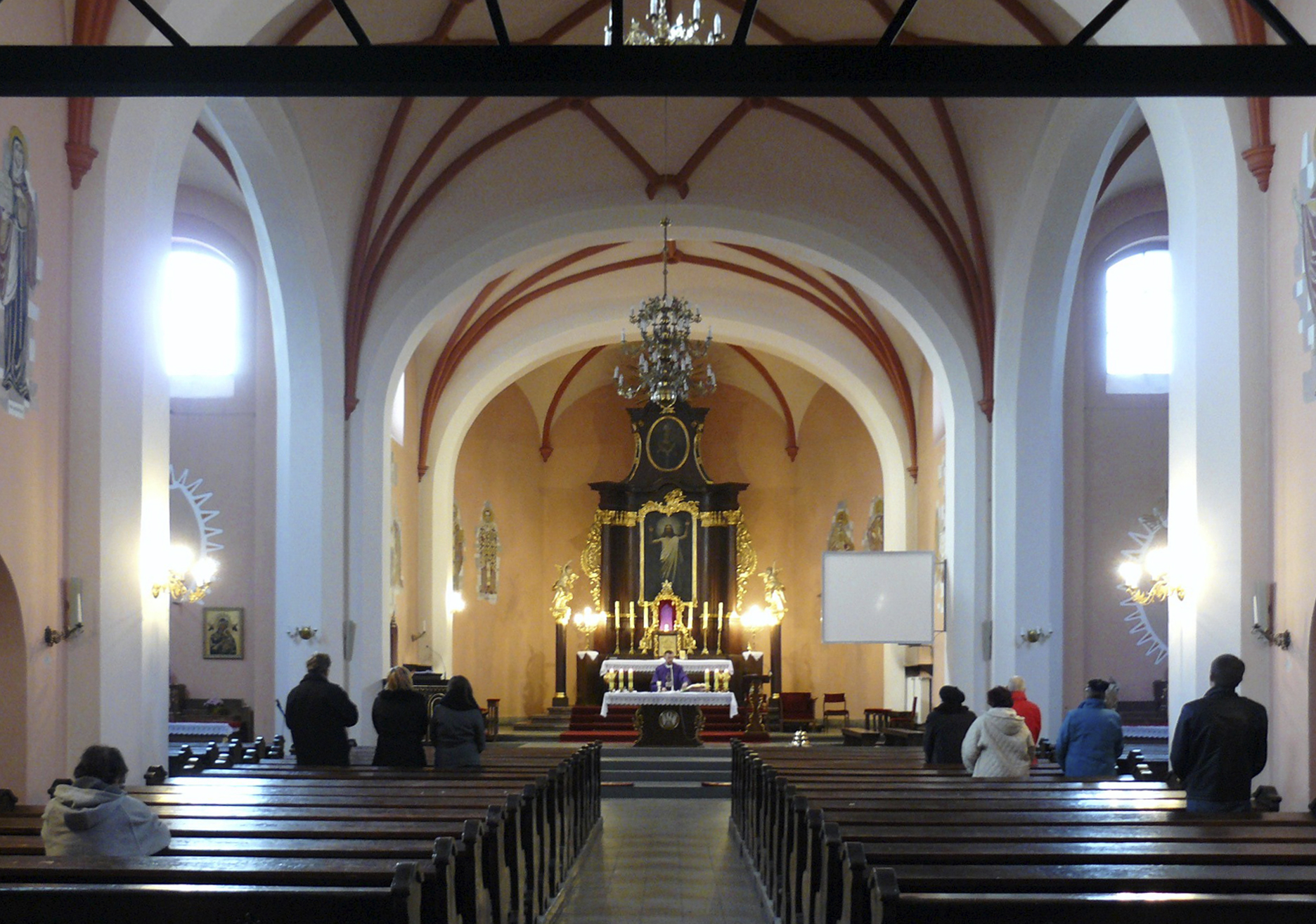
Wnętrze

W latach 1927–1929 zbudowano obecny obiekt, a inicjatorem jego powstania był ks. Stanisław Kozierowski – jeden ze współzałożycieli UAM (wówczas Wszechnicy Piastowskiej). Projekt stworzył Marian Andrzejewski. W okresie okupacji niemieckiej kościół zamieniono na magazyn wojskowy. Po II wojnie światowej konsekracji dokonał bp Franciszek Jedwabski (22 września 1953). W 1976 namalowano polichromię. W styczniu 2007 huragan zerwał część dachu świątyni (uszkodzenia te następnie naprawiono).
Kościół wybudowany na planie krzyża, długi na 45 m, szeroki na 20 m. Charakterystyczna wieża, widoczna z wielu punktów Poznania i okolic, liczy 45 metrów wysokości. Ołtarz (1775) pochodzi z kościoła franciszkańskiego w Woźnikach. Jeden z dzwonów odlano w 1543. Wyryto na nim łaciński napis: O Rex Gloriae veni cum Pace. Świątynia charakteryzuje się dobrą akustyką – odbywały się tutaj m.in. koncerty w ramach Międzynarodowego Festiwalu Chórów Chłopięcych. Występował to też Chór Męski ''Arion''.

## Organy
Organy zostały zakupione i translokowane z Rotterdamu. Wcześniej znajdowały się w kaplicy Matki Bożej Nieustającej Pomocy w Schijndel. Ostatni gruntowny remont instrumentu miał miejsce w 2008, kiedy jeszcze znajdował się w Rotterdamie. Po rozebraniu i spakowaniu w skrzynie organy zostały przywiezione do Skórzewa. Rozmieszczeniem instrumentu na innym, o wiele mniejszym chórze, wykonaniem nowych miechów, zbudowaniem nowej szafy ekspresyjnej, odrestaurowaniem kontuaru oraz częściową budową nowego prospektu zajął się Artur Kaczmarek. Uroczyste poświęcenie odbyło się 29 października 2018 roku, a dokonał go abp Stanisław Gądecki.
Dyspozycja instrumentu:
| Manuał I            | Manuał II                | Pedał           |
| Hauptwerk           | Schwellwerk              |                 |
| ------------------- | ------------------------ | --------------- |
| 1. Quintaton 16'    | 1. Geigenprinzipale 8'   | 1. Subbas 16'   |
| 2. Prinzipale 8'    | 2. Hohlflöte 8'          | 2. Octavbas 8'  |
| 3. Salicional 8'    | 3. Viola di Gamba 8'     | 3. Choralbas 4' |
| 4. Traversflöte 8'  | 4. Vox Coelestis 8'      | 4. Posaune 16'  |
| 5. Bourdon 8'       | 5. Flöte 4'              |                 |
| 6. Octave 4'        | 6. Picollo 2'            |                 |
| 7. Rohrflöte 4'     | 7. Sesqualtera II 2 2/3' |                 |
| 8. Quinte 2 2/3'    | 8. Oboe 8'               |                 |
| 9. Octave 2'        |                          |                 |
| 10. Mixtur III-V 2' |                          |                 |
| 11. Trompette 8'    |                          |                 |

## Tablice pamiątkowe
Na elewacji zewnętrznej:

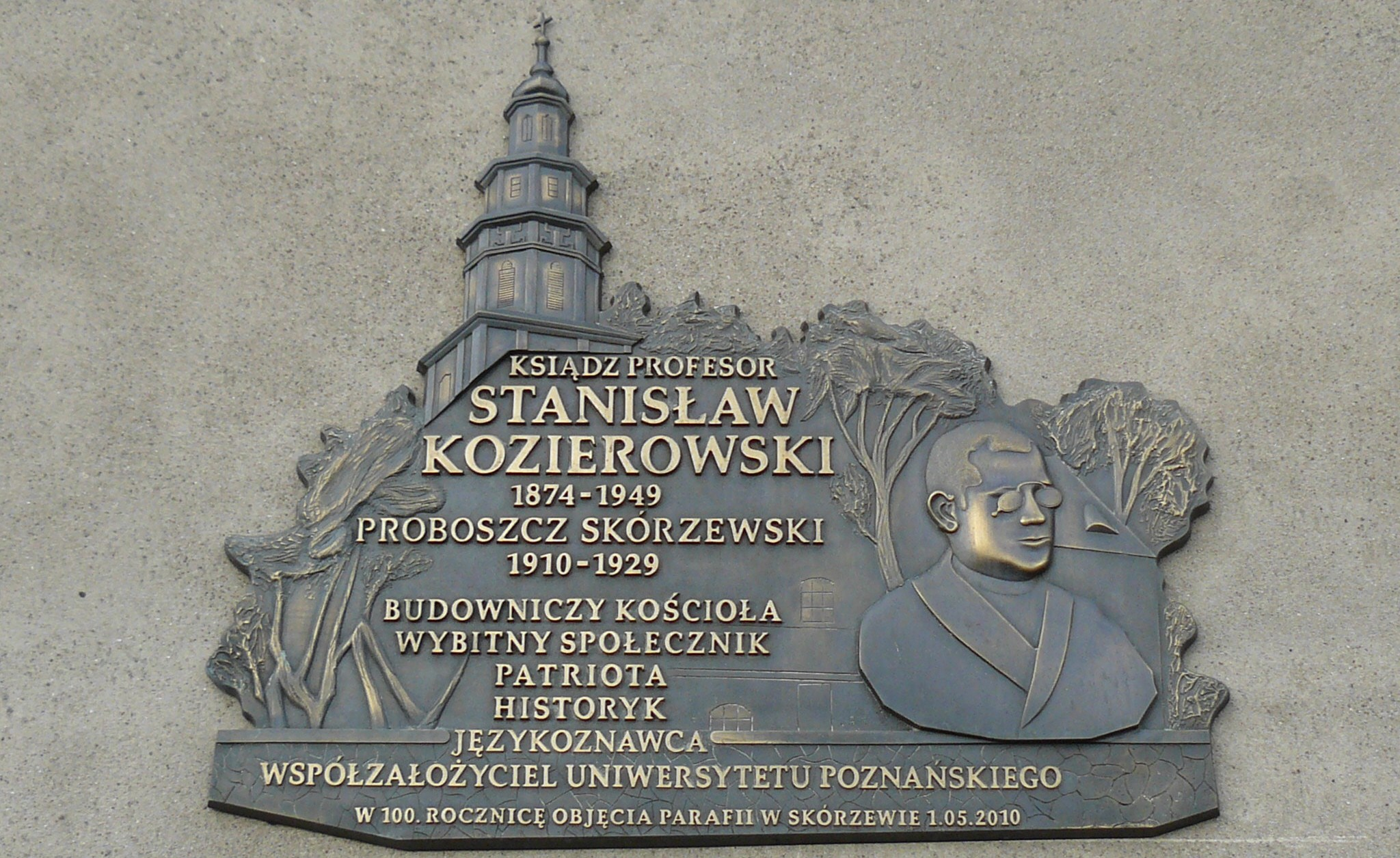
Tablica Stanisława Kozierowskiego

- ku czci Stanisława Kozierowskiego (1874–1949, tutejszego proboszcza w latach 1910–1929) w setną rocznicę objęcia parafii – 1 maja 2010,
- ku czci Józefa Molskiego (19.3.1896–19.8.1942), proboszcza skórzewskiego w latach 1929–1942, zamordowanego w obozie Dachau,
- o treści Bogu w Trójcy Świętej Jedynemu R.P.1927 X.S.K.[2]